# مهرجان الدولمة في أرمينيا

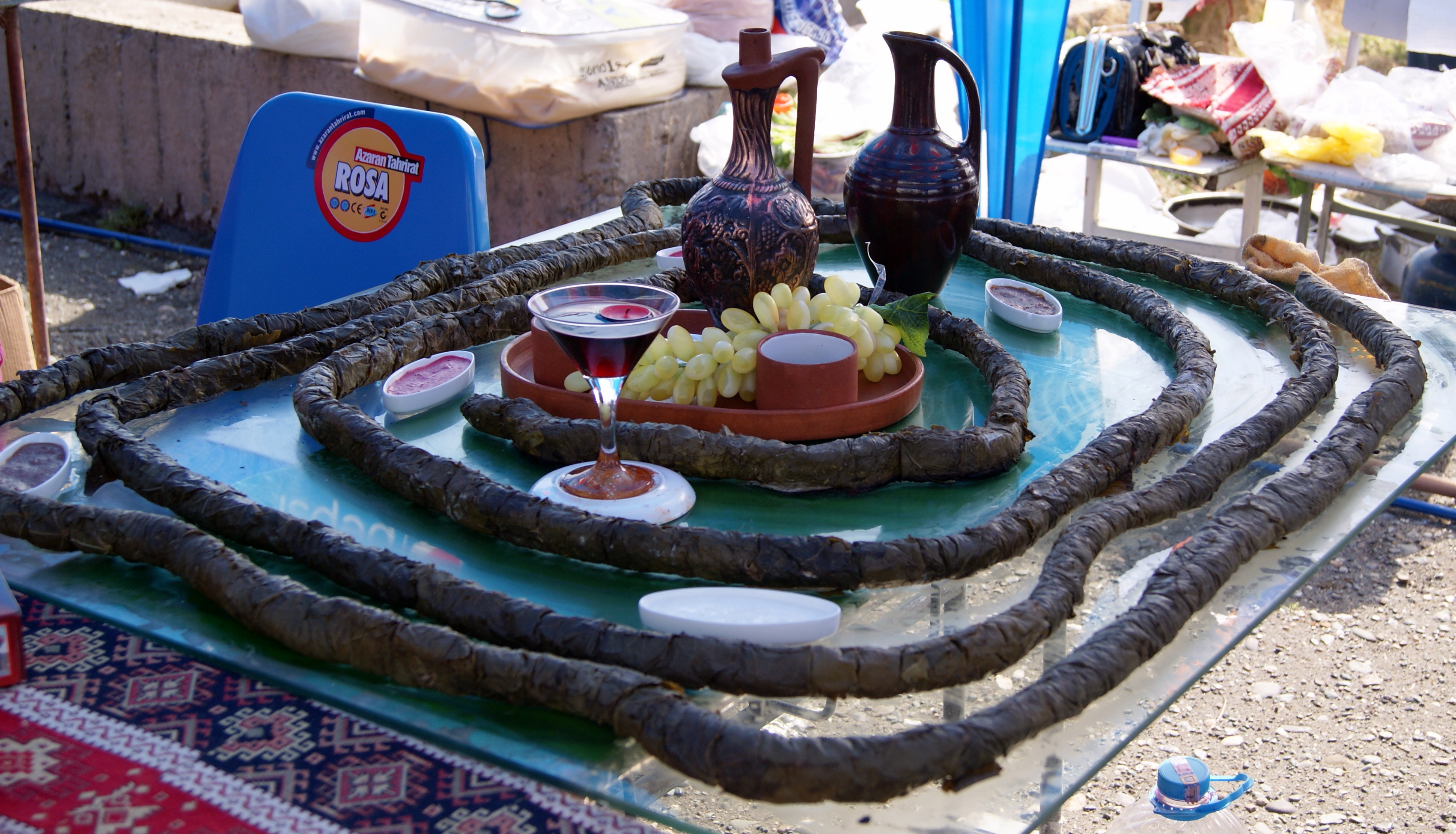
مهرجان الدولمة

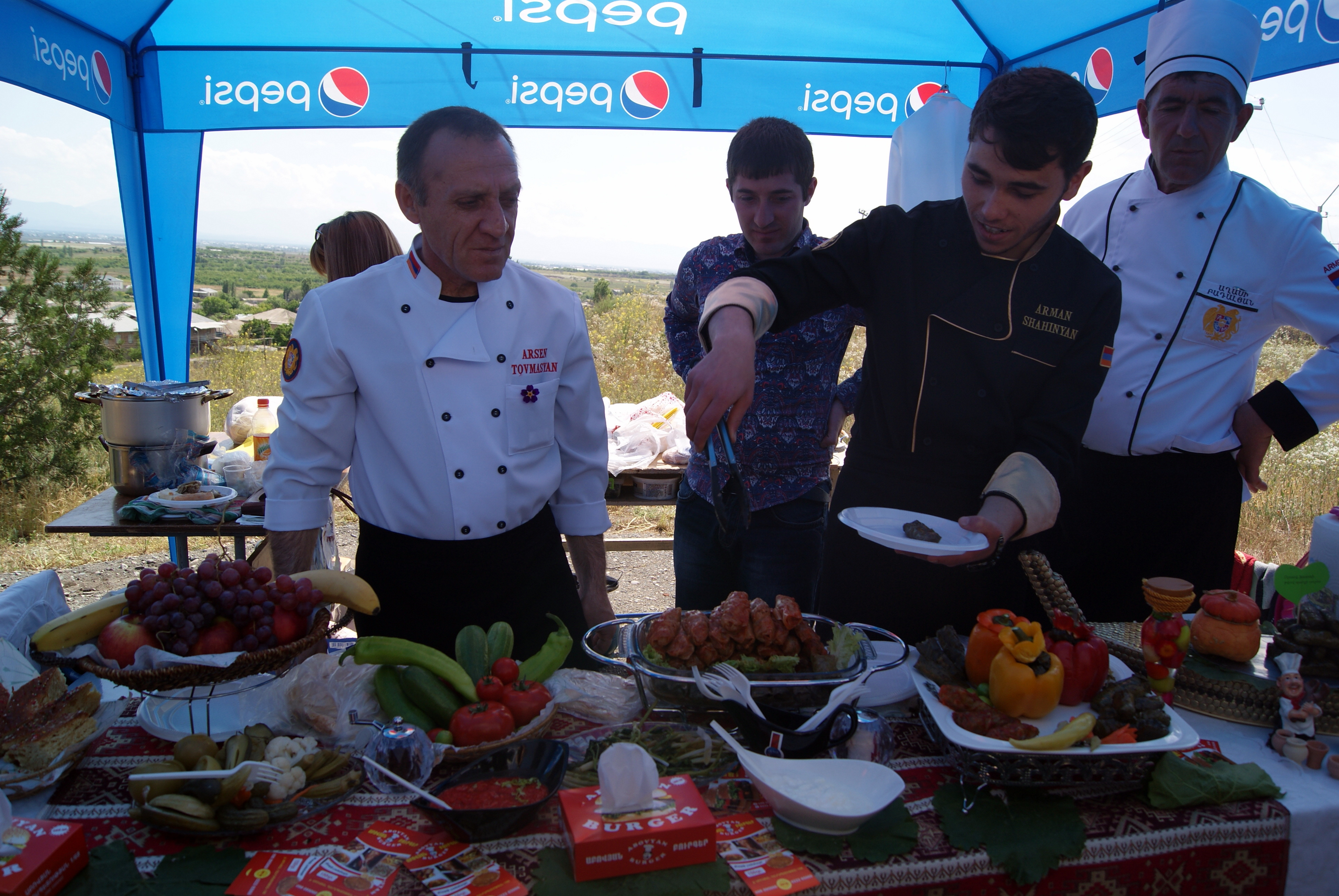

مهرجان الدولمة في أرمينيا  هو مهرجان سنوي، والمعروف أيضا باسم uduli ، الذي يقام سنويا بالقرب من مدينة أرمافير (أرمينيا). بدأ في 2011 ويركز علي تقدير المطبخ الأرميني، وخصوصا الدولمة، وهو طبق أرميني تقليدي مكون من لحم البقر المفروم والظان والتوابل ملفوف في أوراق العنب وأوراق الملفوف والخضار.
خلال المهرجان، يهدف الطهاة من أرمينيا وغيرها من البلدان إلى طهي أنواع مختلفة من الأطباق النباتية المحشوة المعروفة باسم الدولمة خلال المسابقة، يمكن لضيوف المهرجان مشاهدة الرقصات الأرمنية، والاستماع إلى الأغاني، وتذوق الدولمة. في نهاية المهرجان، لجنة التقييم تختار أفضل طاه. يحصل الفائز على جائزة خاصة—الا وهي تمثال ذهبي.
يستخدم المطبخ الأرميني العديد من التوابل والأعشاب، بما في ذلك الملح والثوم والفلفل الأحمر والنعناع المجفف (في غرب أرمينيا) والكمون والكزبرة والسماق والقرفة والقرنفل والمحلب.

## الدولمة
```
هو واحد من الاطباق الأكثر شعبيه في الثقافة الارمنيه.
[
3
]
 يتم اعداد الدولمة من لحم الظان المفروم أو لحم البقر الممزوج بالأرز والأعشاب الطازجة والتوابل ويلف في أوراق العنب أو الملفوف. يستخدم الأرمن التوابل مثل الكزبرة والشبت والنعناع والفلفل والقرفة. يختلف طعم دولما في كل منطقه، بما في ذلك قرية ارتيمت والاشكرت في محافظة آرماوير، 
فاغارشابات
، 
وموش
، وغيرها.
```

## التاريخ
أقيم المهرجان في 2011، ومن ثم عقد في قريتي موتلر وهنابيد، بجوار أنقاض العاصمة الأرمنية القديمة، ديفين.

## معرض الصور

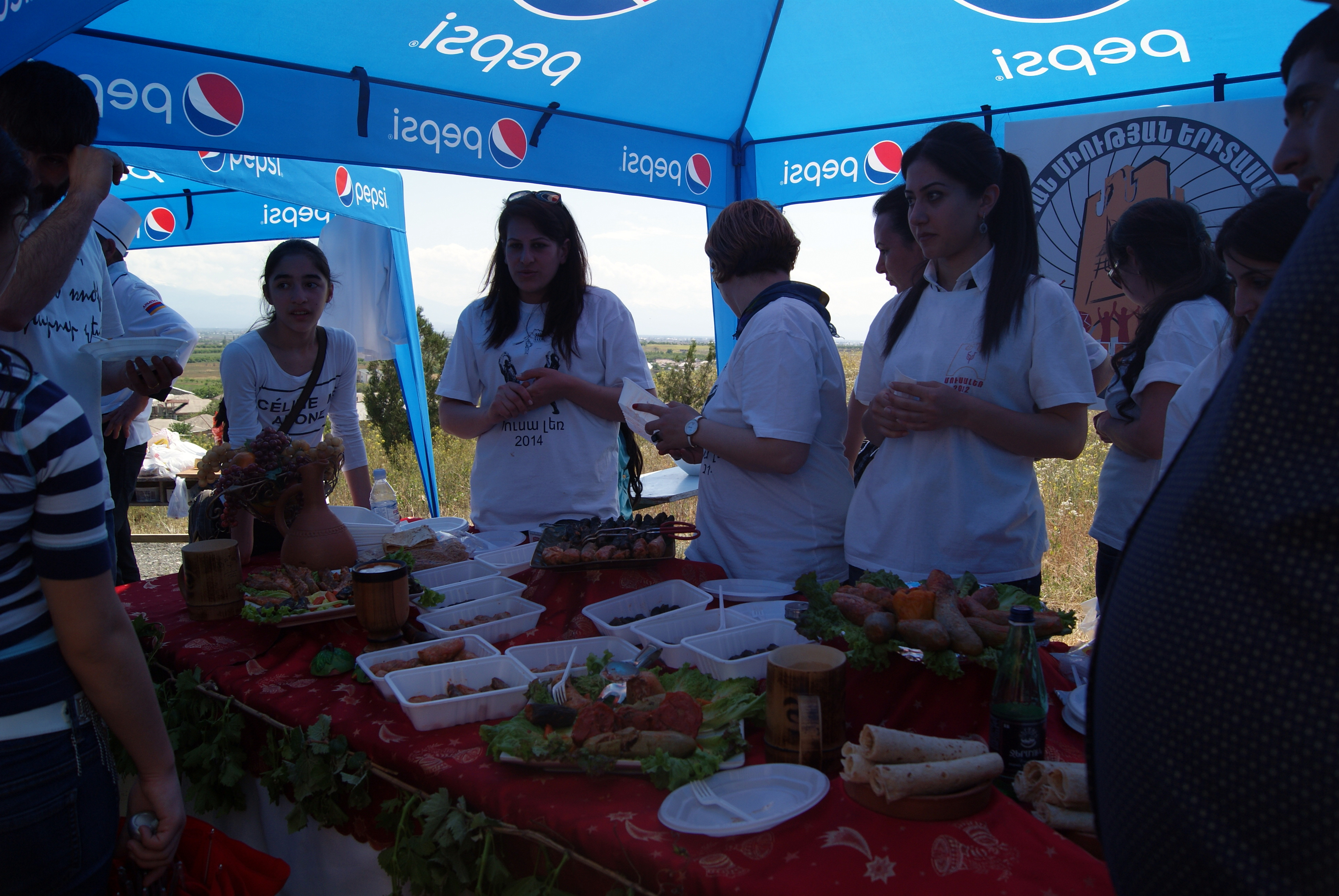
مهرجان الدولمة في موسلر
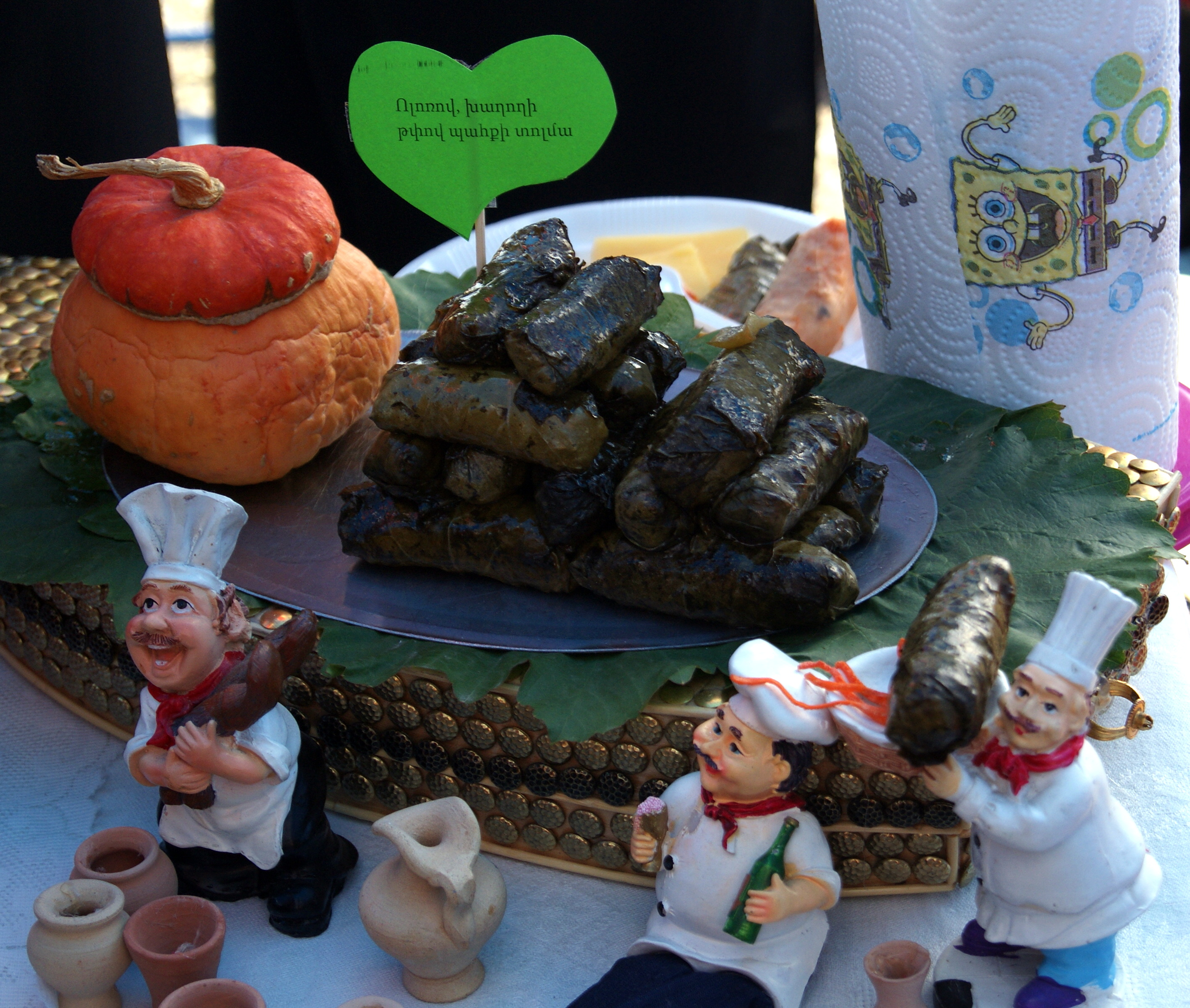
مهرجان الدولمة في موسلر
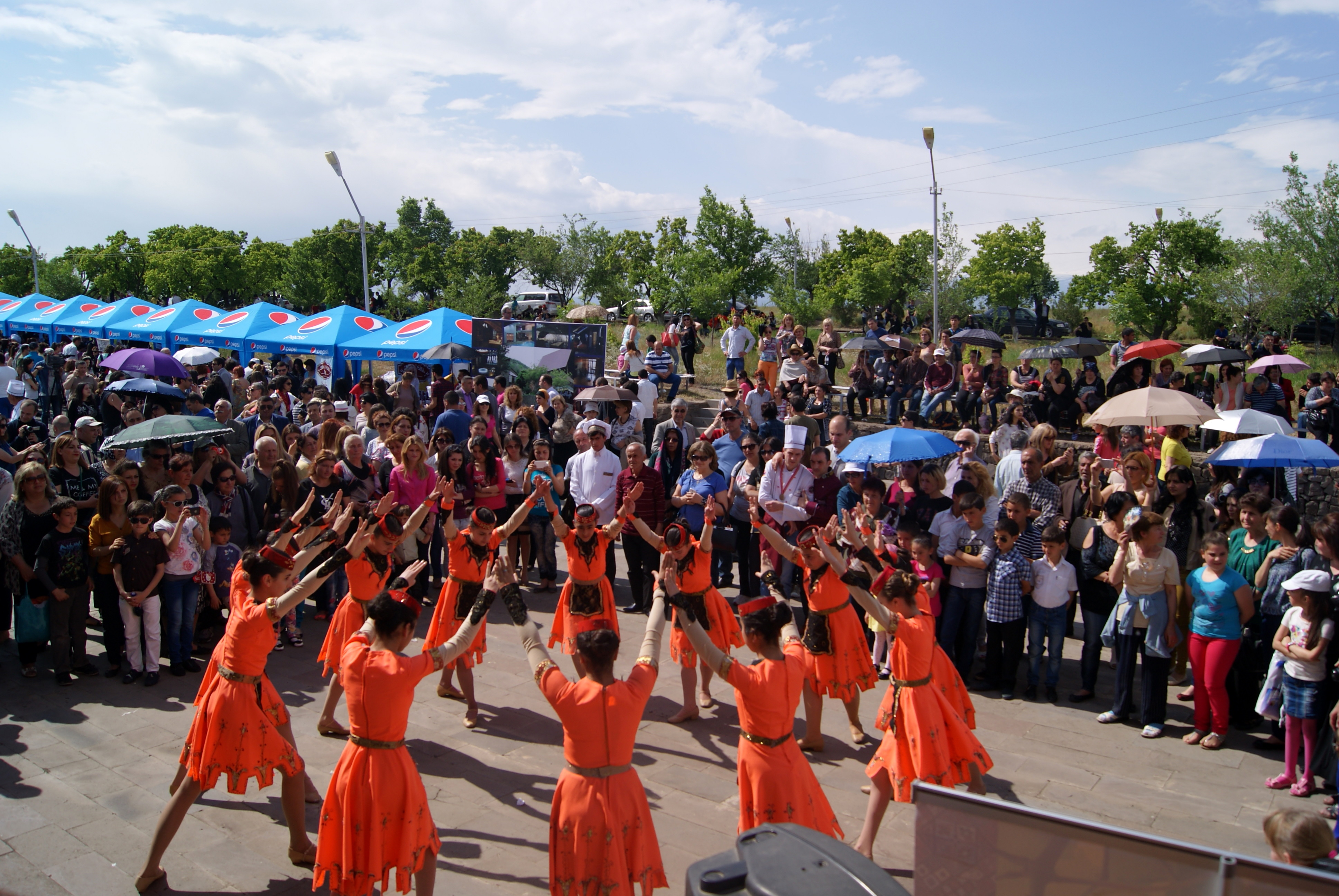
مهرجان الدولمة في موسلر
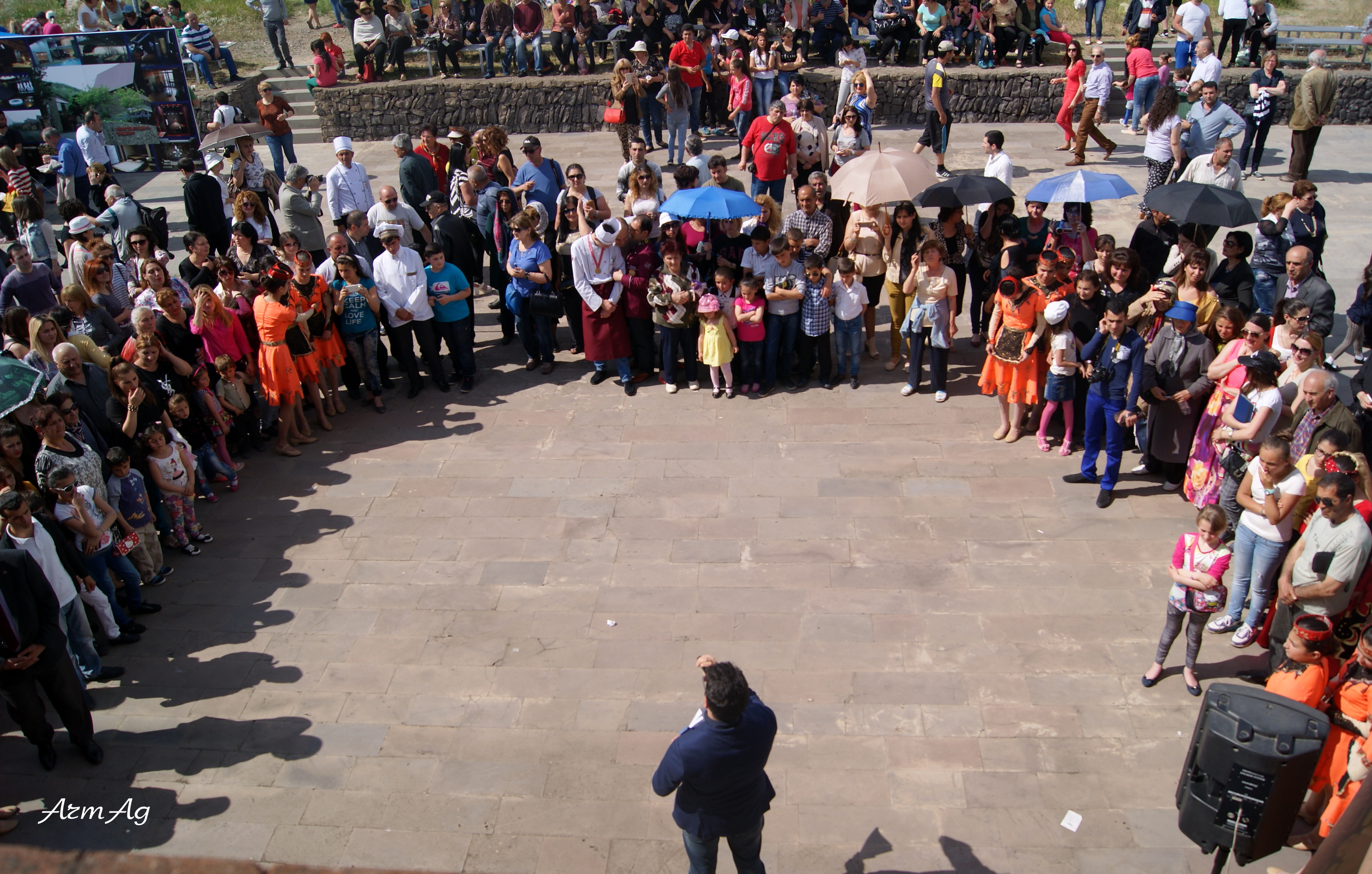
مهرجان الدولمة في موسلر
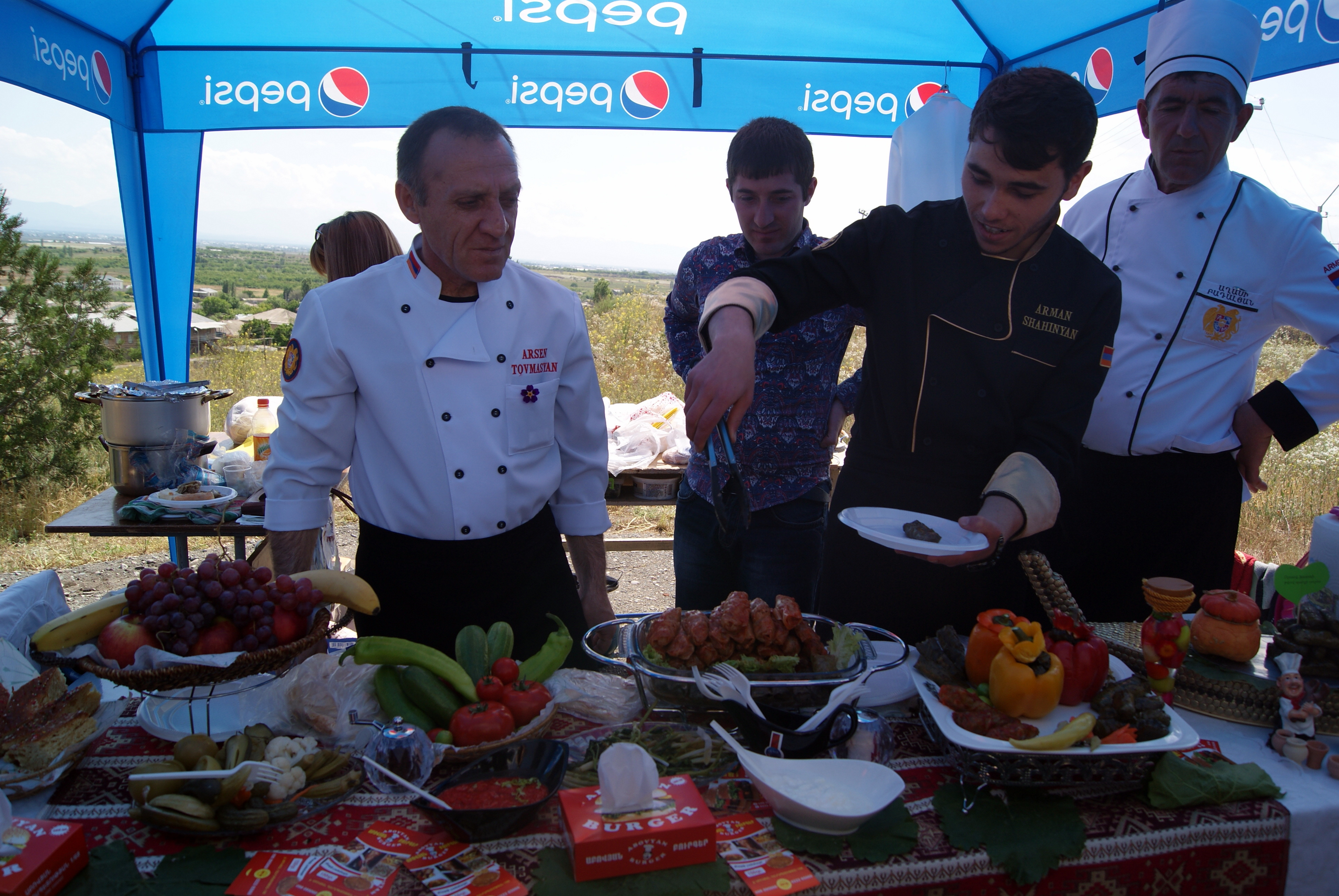
مهرجان الدولمة في موسلر
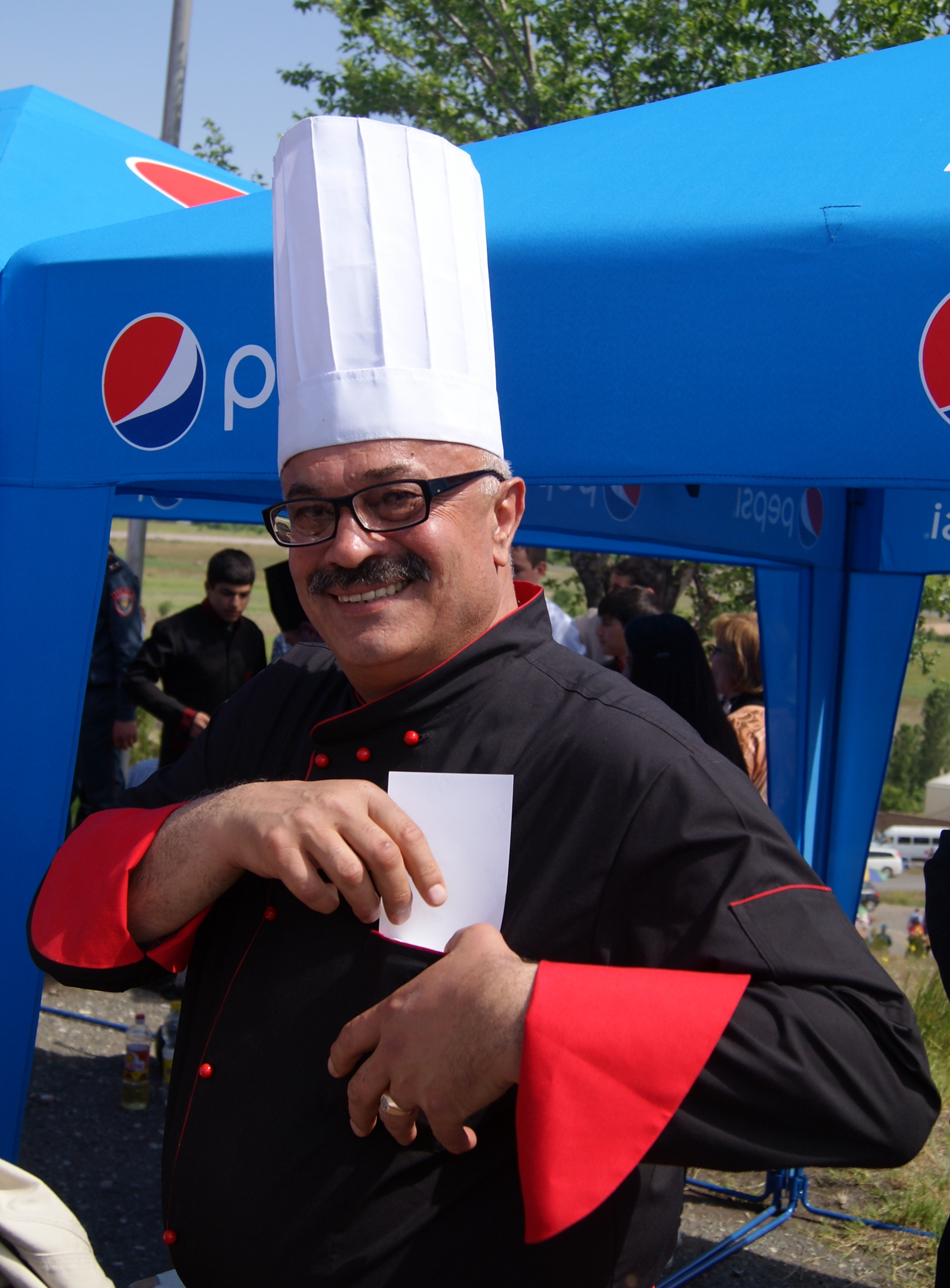
مهرجان الدولمة في موسلر
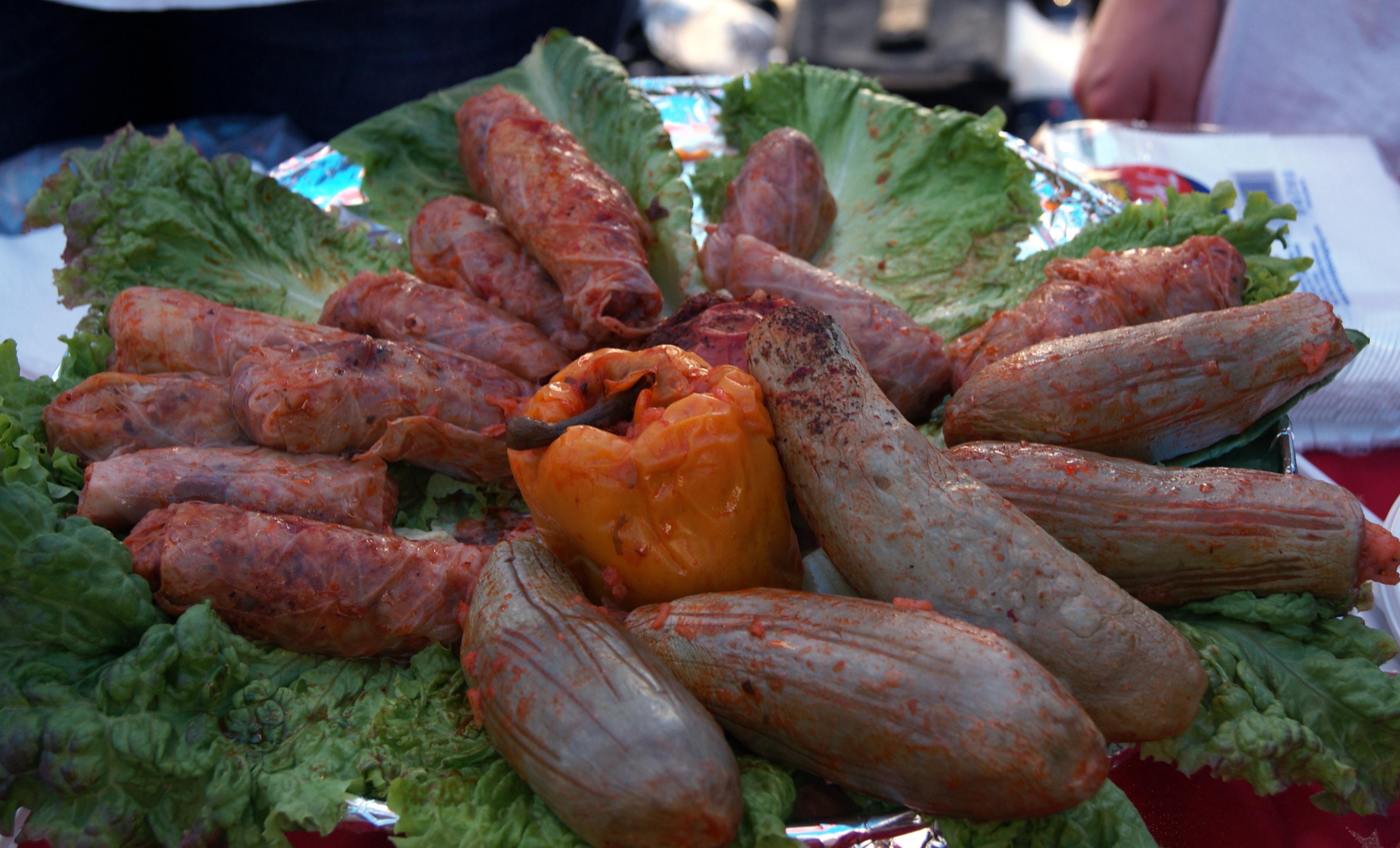
مهرجان الدولمة في موسلر
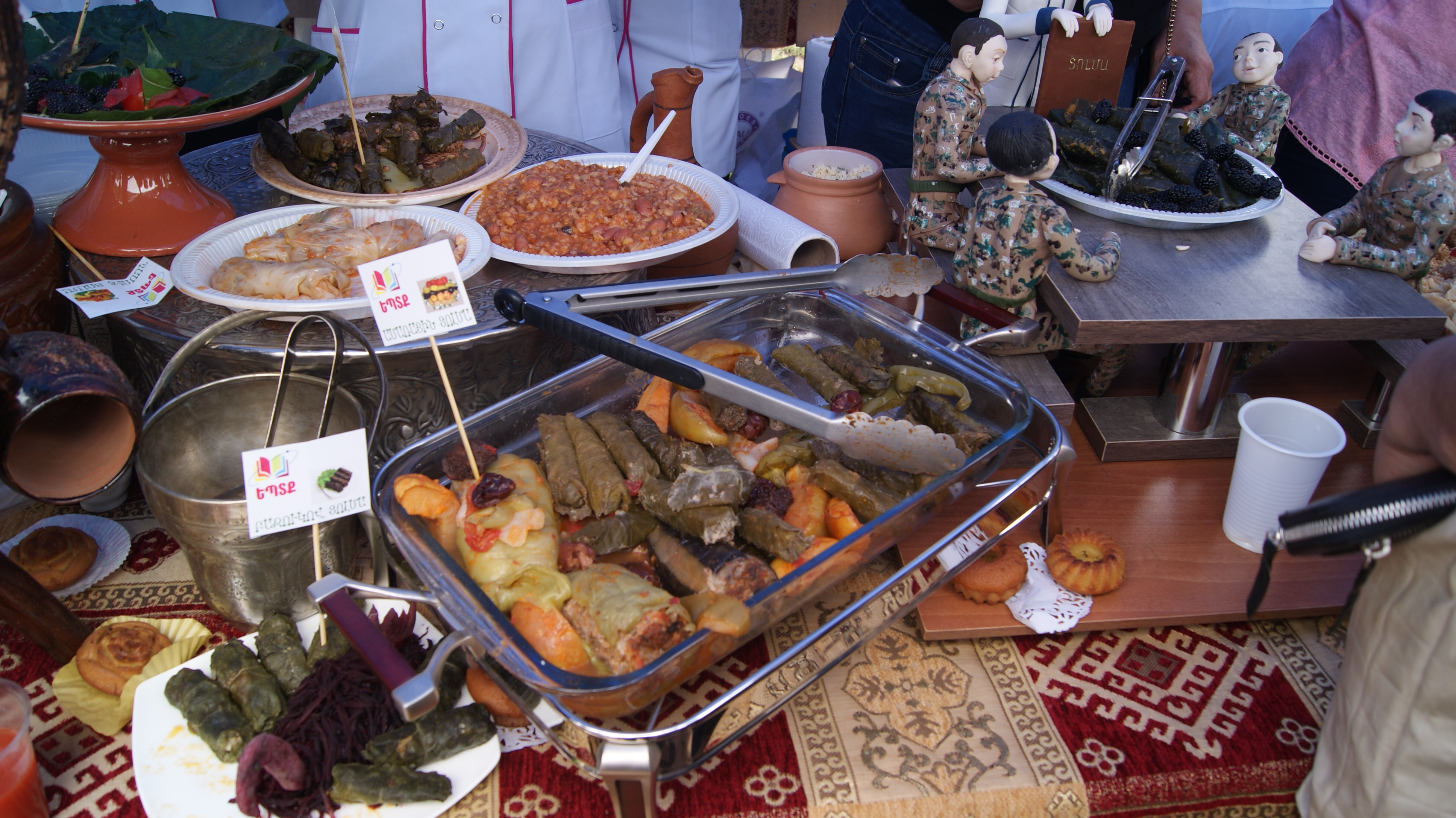
مهرجان دولما في هنابند